# Lustrzanka
Lustrzanka – aparat fotograficzny wyposażony w lustro i matówkę. Zadaniem zespołu lustra i matówki jest dokładna prezentacja bieżącego kadru. Rozwiązanie takie ma znaczenie przy precyzyjnym nastawianiu odległości fotografowania, ocenianiu głębi ostrości, ocenie aberracji optycznych, jak również przy prawidłowym kadrowaniu obiektów nieodległych. Sprzyja również kompozycji kadru, ocenie proporcji oświetlenia itp.

## Podział lustrzanek
Ze względu na liczbę obiektywów:
- jednoobiektywowe,
- dwuobiektywowe.
- bezobiektywowe.

Ze względu na rodzaj materiału światłoczułego:
- cyfrowe,
- klasyczne – błędne nazywane analogowymi (zob. też fotografia tradycyjna).

Ze względu na wielkość klatki filmu:
- małoobrazkowe – 24×36 mm,
- średnioformatowe – 4,5×6, 6×6, 6×9 (6×7, 6×8) cm,
- wielkoformatowe – od 4×5 cala wzwyż.

Ze względu na przeznaczenie:
- amatorskie (ang. entry level),
- zaawansowane (ang. midrange),
- profesjonalne.

Zazwyczaj słowo lustrzanka używane jest jako synonim lustrzanki jednoobiektywowej (SLR, ang. Single Lens Reflex Camera) lub cyfrowej lustrzanki jednoobiektywowej (DSLR, ang.  Digital Single Lens Reflex Camera).

## Lustrzanka jednoobiektywowa
Jest to konstrukcja nieco młodsza, a obecnie dominująca wśród aparatów średniej i najwyższej klasy. Występuje w niej tylko jeden obiektyw, który służy zarówno do obserwacji kadru, jak i naświetleń. Lustro w tego typu aparatach unosi się na czas potrzebny do zrobienia zdjęcia odsłaniając migawkę, przestając jednak tym samym prezentować kadr osobie fotografującej. Olbrzymią zaletą tego rozwiązania jest przedstawianie osobie obsługującej lustrzankę kadru w dokładnie takiej postaci, w jakiej będzie naświetlony. Szczególną zaletą jest tu całkowity brak paralaksy. Rozwiązanie takie umożliwia również wygodne stosowanie pełnej gamy obiektywów wymiennych, konwerterów i różnego rodzaju nasadek na obiektywy.
Podstawową wadą lustrzanki jednoobiektywowej jest konieczność podniesienia lustra tuż przed zrobieniem zdjęcia, co powoduje chwilowy brak obrazu w wizjerze, oraz fakt, iż lustro podczas unoszenia może powodować drgania aparatu, a co za tym idzie – poruszone zdjęcia. W celu wyeliminowania tej wady stosuje się mechanizm tzw. wstępnego unoszenia lustra (MLU, ang. Mirror Lock-Up) pozwalający przed otwarciem migawki wytłumić drgania spowodowane jego ruchem.

## Lustrzanka dwuobiektywowa
Starszą konstrukcją jest lustrzanka dwuobiektywowa, w której każdy z obiektywów służy tylko jednemu celowi – albo prezentacji kadru, albo naświetlaniu materiału światłoczułego. Aparaty te charakteryzowały się zwiększonymi wymiarami w stosunku do aparatów jednoobiektywowych na ten sam rodzaj filmu. Dzisiaj nie są już stosowane. Ich zaletą w porównaniu z wcześniejszymi rozwiązaniami było przedstawianie kadru na wygodnej i dużej matówce ze wszystkimi tego pozytywnymi skutkami. Wadą był jednak nadal efekt paralaksy pomiędzy kadrem obserwowanym i naświetlanym. Natomiast zaletą w porównaniu do późniejszych lustrzanek jednoobiektywowych była możliwość obserwacji kadru w momencie robienia zdjęcia, co ma znaczenie przy długich czasach naświetlania.